# Бёюк-Гамья
Бёюк-Гамья (азерб. Böyük Həmyə) — село в Гамьинском административно-территориальном округе Сиазаньского района Азербайджана.

## Название
Предыдущее название села — Араб Гамья.

## География
Село Бёюк-Гамья расположено на Самур-Девечинской низменности, в 5 км от железнодорожной станции Кызыл-Бурун и в 6 км от шоссейной дороги Баку—Губа.

## Население
По состоянию на 1976 год в селе проживало 928 человека.

## Экономика
Основной отраслью экономики является виноградарство. В 1976 году в селе строился завод по переработке винограда.